# Milton Delugg

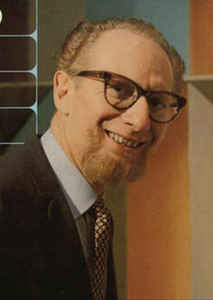
Milton Delugg in 1967

Milton Delugg of Milton DeLugg (Los Angeles, 2 december 1918 – aldaar, 6 april 2015) was een Amerikaanse jazzaccordeonist, componist, arrangeur en bandleider. Hij componeerde met Frank Loesser "Orange Colored Sky" en "Hoop-Dee-Doo".

## De beginjaren
Delugg begon als kind op de piano, later ging hij accordeon spelen. Hij studeerde muziek aan de Universiteit van Californië - Los Angeles en kreeg in New York les van Tibor Serly. Zijn eerste baan was als accordeonist in het huisorkest van Paramount Pictures, ook was hij hier de assistent van componist Frank Loesser. Hij speelde vanaf 1938 in het orkest van Matty Malneck en dirigeerde het, onder meer in Slapsie Maxie's in Los Angeles. Hij speelde in het radioprogramma van western swing-muzikant Spade Cooley en was korte tijd muzikaal leider van de afdeling 'country' van platenmaatschappij RCA. Delugg werkte samen met Abe Burrows, hij leidde het orkest bij de opnames van diens plaat "Abe Burrows Sings?", speelde met Burrows in nachtclubs en was (vanaf 1947) met zijn jazzkwartet te horen in diens radioshow. Tevens was hij actief in Burrow's tv-show "Abe Burrow's Almanac" (1950).

## Televisie
Vanaf het eind van de jaren veertig ging Delugg ook werken voor de televisie. Hij arrangeerde voor verschillende tv-netwerken en was orkestleider van onder andere "The Morey Amsterdam Show" (ca. 1948-1950), "A Couple of Joe's" (1949), de "Herb Shriner Show" (1949), "Broadway Open House" (1950-1951) en "Two for the Money" (1952-1957). 
In "Broadway Open House", het eerste late night-komische variëteit-programma en voorloper van "The Tonight Show", speelde Delugg voor het eerst zijn nummer "Orange Colored Sky", geschreven met Loesser en Willie Stein. Dit nummer werd in 1951 een grote hit voor Nat King Cole en werd nadien gecoverd door onder meer Danny Kaye, Burd Ward, Oscar Peterson en Screamin' Jay Hawkins. Voor "Broadway Open House" componeerde hij tevens de theme-song, "The Beanbag Song". Voor "Two for the  Money", een spelprogramma, gebruikte orkestleider Delugg zijn compositie "Hoop-Dee-Doo" als herkenningsmelodie. Dit nummer was in 1950 een grote hit geweest voor Perry Como en daarna met succes op single uitgebracht door Kay Starr, Doris Day en Russ Morgan.

## Sprookjes en monsters
Midden jaren vijftig ging hij muziek componeren voor kinderplaten: "Big Bad Wolf", "Cinderella" en "Pinnochio" voor de labels RCA Camden en Decca. Hij schreef de muziek voor de Amerikaanse versie van sprookjesfilms als "Sneeuwwitje en Rozerood". Daarnaast arrangeerde hij platen van de Mills Brothers en Steve Allen en produceerde hij voor Decca Buddy Holly's hit "Rave On" (1958). Hij werd door Bob Thiele aangenomen bij Signature Records en Dot Records en werkte samen met Jackie Wilson. In die tijd nam hij met een jazzgroep (met onder meer Billy Butterfield, Hank Jones en Milt Hinton) een jazzplaat op voor Columbia (1956).
Begin jaren zestig kwam Delugg, in navolging van Bobby Pickett's grote hit "Monster Mash", met enkele 'monsterplaten', zo componeerde hij de muziek voor de cultfilm "Santa Claus Conquers the Martians" (1964), waarin Pia Zadora debuteerde. In diezelfde tijd verscheen een novelty-plaat voor kinderen en later dat decennium maakte hij muziek voor kinderplaten met sprookjes van de gebroeders Grimm. Hij was kort muzikaal leider van de "Tonight Show" (1966) en werkte vanaf dat jaar, tot in de jaren zeventig, veel samen met gameshow-host Chuck Barris. Hij schreef de  muziek voor allerlei shows van Harris, van "The Dating Game" tot en met "The Gong Show", waarin hij de band leidde en ook enkele komische rollen had. Hierna was Delugg onder meer actief als muzikaal leider van de tv-uitzending van "Macy's Thanksgiving Day Parade", waarvoor hij begin jaren tachtig vier keer werd genomineerd voor een Daytime Emmy Award.

## Composities (selectie)
- Georgette Waltz (uit "The Flying Deuces) (1939)
- (Why Did I Tell You I Was Going To) Shanghai (ca. 1951)
- Sailor Boys Have to Talk to Me in English (1955)
- A Poor Man's Roses (Or a Rich Man's Gold) (ca. 1956)
- My Lady Loves to Dance
- Be My Life's Companion (1952)
- Wrong Wrong Wrong
- Roller Coaster (1950)
- the Little White Horse
- The Big Beat
- Honolulu
- Gee I'm Glad I Married You
- Hoop dee doo (1958)
- Hooray for Santa claus (1964)
- Rollercoaster

## Discografie (selectie)
lp's:
- Add-A-Part Jazz-and You, Columbia Records, 1956
- Roll Out the Barrel, Kapp Records, ca. 1956
- Louella's Favorites, Dot Records, 1958
- Music For Monstyers, Munsters, Mummies & Other TV Fiends, Epic, 1964
- At the Monster Ball, United Artists, 1964
- Dance and Sing Mother Goose With A Beatle Beat, Golden Records, 1964
- The Man From U.N.C.L.E. and Other TV Themes, Metro Records, 1965 (vier nummers door anderen)
- Gulliver's Travels Beyond the Moon (soundtrack, met echtgenote Anne Delugg), Mainstream Records, 1966
- Gypsy Girl (soundtrack, met Anne Delugg), Mainstream Records, 1966
- Accordion My Way-Olé, RCA Victor, 1967
- Trumpets Olé, Decca, 1967
- Presenting Milton Delugg And The Tonight Show Big Band, RCA Victor, 1967

singles:
- Hoop-Dee-Doo, King Records, 1953
- Glow Worm. Dot Records. 1958
- Philapdelphia, Dot Records, 1958
- So I Said, 1959
- Hooray For Santa Claus, 4 Corners of the World, 194
- The Munsters Theme, Epic. 1964
- Theme From The Addams Family, Columbia Records, circa 1964